# Spencer Petrov
Pour les articles homonymes, voir Petrov.
Spencer Petrov, né le 9 septembre 1998 à Mason, est un coureur cycliste américain, spécialiste du cyclo-cross.

## Palmarès en cyclo-cross
- 2014-2015
  - Providence CX Festival Junior (2), Providence
  - Derby City Cup juniors (2), Louisville
- 2015-2016
  -  Champion panaméricain de cyclo-cross juniors
- 2016-2017
  -  Médaillé de bronze du championnat panaméricain de cyclo-cross espoirs
- 2018-2019
  -  Champion des États-Unis de cyclo-cross espoirs

## Palmarès sur route

### Par année
- 2015
  - Tour de Xenia

### Classements mondiaux
| Année            | 2019 |
| ---------------- | ---- |
| UCI America Tour | 565e |